# Jerzy Jurek
Jerzy Jurek (ur. 1945 w Ludwinowie, zm. 14 września 2011) – polski muzyk, akordeonista, nauczyciel akademicki, profesor zwyczajny Międzyuczelnianej Katedry Akordeonistyki Wydziału Instrumentalnego Uniwersytetu Muzycznego im. Fryderyka Chopina w Warszawie oraz dziekan Wydziału Instrumentalnego na tejże uczelni, a także profesor nadzwyczajny Akademii Muzycznej im. Grażyny i Kiejstuta Bacewiczów w Łodzi. Juror krajowych i międzynarodowych konkursów akordeonowych.

## Życiorys
Naukę gry na akordeonie zaczynał w Państwowej Szkole Muzycznej I stopnia w Warszawie, w 1955, jako uczeń Jerzego Orzechowskiego, a następnie w Państwowej Szkole Muzycznej II stopnia nr 1 w Warszawie, w klasie akordeonu Włodzimierza Lecha Puchnowskiego, w latach 1960-1964. Absolwent Państwowej Wyższej Szkoły Muzycznej w Warszawie, w klasie akordeonu, jako pierwszy w tej specjalności w kraju, uzyskując jednocześnie dyplom z wyróżnieniem. Następnie odbył w 1972 r., staż artystyczno-pedagogiczny w moskiewskim Państwowym Instytucie Muzyczno-Pedagogicznym im. Gnesinów oraz leningradzkim Państwowym Konserwatorium im. Nikołaja Rimskiego-Korsakowa. Był w tym okresie także laureatem licznych międzynarodowych konkursów akordeonowych w tym: Międzynarodowego Konkursu Akordeonowego w Pallanza we Włoszech, w 1961, gdzie zdobył III nagrodę, Ogólnopolskiego Konkursu Akordeonowego w Łodzi, w  1964, gdzie był laureatem I nagrody, Międzynarodowego Konkursu Akordeonowego w Klingenthal, w Niemczech, w 1964 r., gdzie zajął VI miejsce, Międzynarodowego Konkursu Akordeonowego w Versailes we  Francji, w 1966 r., gdzie był laureatem brązowego medalu oraz Międzynarodowego Konkursu Zespołów Kameralnych w Annemasse również we Francji, w 1972 r., gdzie zdobył — złoty medal w kategorii zespołów kameralnych.
Wieloletni członek cenionego Warszawskiego Kwintetu Akordeonowego prof. Włodzimierza Lecha Puchnowskiego, koncertującego w kraju i zagranicą w tym między innymi: Austrii, Czechach, Estonii, Finlandii, Francji, Jordanii, Korei, Niemczech, Rosji, Słowacji, Szwecji czy Włoszech. Początkowo w latach 1961-1988 był primariusem zespołu, a następnie w latach 1988-1994 jego kierownikiem artystycznym.
Jako wykładowca akademicki związany był z warszawską Akademią Muzyczną im. Fryderyka Chopina przemianowaną następnie na Uniwersytet Muzyczny Fryderyka Chopina. Piastował funkcję wiceprezesa Stowarzyszenia Akordeonistów Polskich.